# Brachymeles brevidactylus
Brachymeles brevidactylus là một loài thằn lằn trong họ Scincidae. Loài này được Siler, Fuiten, Jones, Alcala & Brown mô tả khoa học đầu tiên năm 2011.